# Hugues-Félicité-Robert de Lamennais
Hugues-Félicité-Robert de Lamennais (ur. 19 czerwca 1782 w Saint-Malo w Bretanii, zm. 27 lutego 1854 w Paryżu) – ksiądz, ideolog oraz pisarz.

## Życiorys
Początkowo mało religijny. Nawrócił go rodzony brat Jean-Marie de Lamennais.
Zwolennik ultramontanizmu, później rzecznik odnowy Kościoła katolickiego. W 1841 zerwał z Kościołem i poświęcił się polityce. 
Założył w 1830 i był jednym z redaktorów dziennika „L'Avenir” („Przyszłość”). Przez tę działalność starał się jako ultramontanista stworzyć silną przeciwwagę intelektualną przeciw gallikanizmowi francuskiemu. 
Jego poglądy zawarte w czasopiśmie „L'Avenir” zostały pośrednio potępione w encyklice Mirari vos papieża Grzegorza XVI, z 15 sierpnia 1832. Sam Lamennais przyjął postawę uległą i zaakceptował nauczanie papieża. Później jednak zmienia zdanie i stwierdza, że papież nie może zakazać mu jego własnych twierdzeń i przekonań. Kontynuując wydawanie „L'Avenir” jeszcze bardziej radykalizuje poglądy. Nazywa papieża „niemym świadkiem krzywd i popełnianych zbrodni przez wielkich”. W końcu papież Grzegorz XVI odnosi się bezpośrednio do poglądów ks. Lamennais w encyklice Singulari nos, z 25 czerwca 1834. Ks. Lamennais w końcu zrywa z Kościołem i kontynuuje nauczanie skłaniając się coraz bardziej ku socjalizmowi i oddalając się tym samym od nauczania Kościoła.

## Poglądy
Jego Essai sur l'indifference en matière de religion, ukazał się w roku 1817, i stał się od razu popularny w całej Europie. Henri Lacordaire rzekł o nim: "skromny ksiądz o autorytecie, jakim cieszył się niegdyś Bossuet". Lamennais zarzucił państwom indyferentyzm religijny. Krytykował podchodzenie do problemów teorii z punktu widzenia własnych przemyśleń, uważał bowiem, że Marcin Luter osłabił przez swój indywidualizm religię, Kartezjusz i Leibniz filozofię i naukę, a Rousseau i Encyklopedyści naukę polityczną.
Krytykował wyzysk pracowników i ucisk fiskalny obywateli przez państwa, za co został nawet osadzony w areszcie w 1841 roku.
Jego myśl odcisnęła również znaczące piętno na twórczości Leconte de Lisle'a.

## Związki z Polską
Przyjaźnił się z Adamem Mickiewiczem. Czuł się zdruzgotany papieskim brewe Impensa charitas z 15 lutego 1831 potępiającym powstanie listopadowe. Był autorem książki "Słowa wieszcze". 